# 加色丁禮天主教巴士拉總教區
加色丁禮天主教巴士拉總教區（拉丁語：Archieparchia Basrensis Chaldaeorum）是伊拉克一個東儀天主教總教區（加色丁禮）。
1954年1月17日升為總教區。2007年有教友1,000人，下轄四個堂區、一名司鐸。現任教區總主教為之位處於出缺狀態。